# 瓦拉塔 (阿韦利诺省)

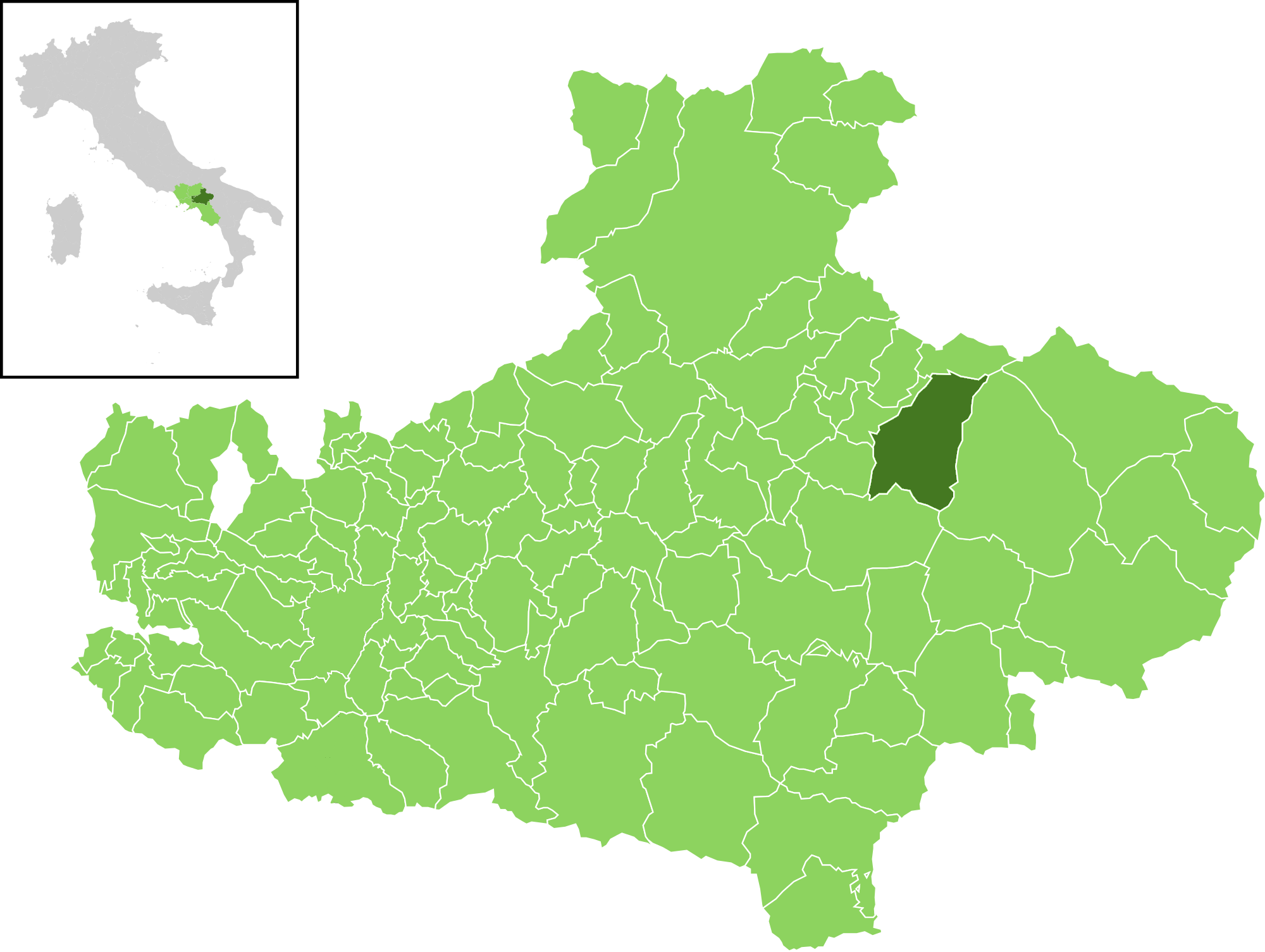
瓦拉塔在阿韋利諾省的位置

瓦拉塔（義大利語：Vallata）是意大利坎帕尼亞大區阿韋利諾省的市镇。面积为47.67平方公里，人口数量为2,930人（2009年）。
瓦拉塔位于天主教阿里亞諾伊爾皮諾-拉切多尼亞教區内。